# オーガスタス・レッグ

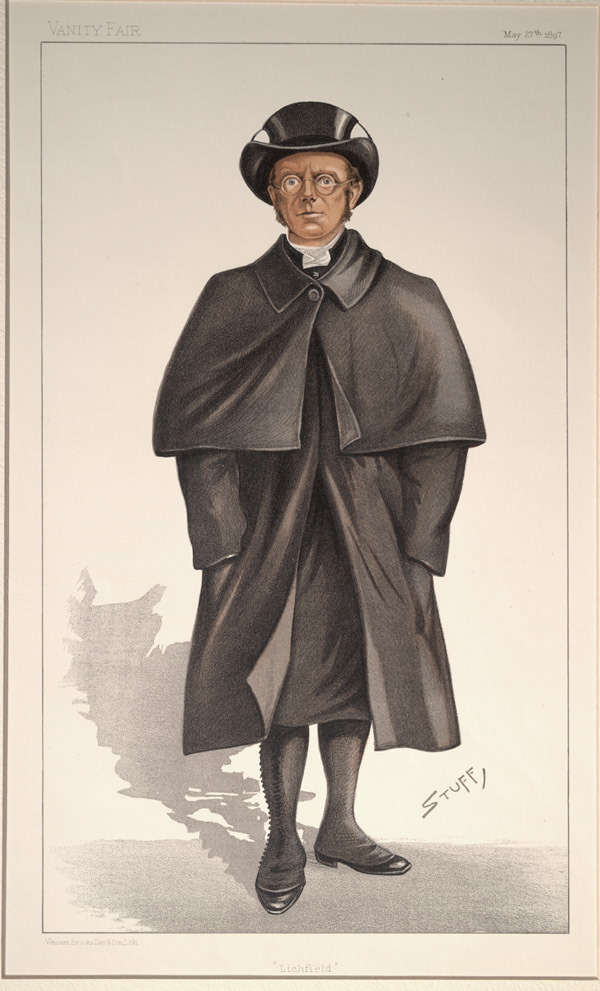
"Lichfield"
『バニティ・フェア』誌、1897年5月27日号に掲載された、レッグを描いた戯画。

オナラブル・オーガスタス・レッグ師（The Right Reverend The Honourable Augustus Legge, DD、1839年11月28日 – 1913年3月15日）は、1891年から1913年までリッチフィールド主教を務めた聖職者。

## 概要
レッグは、第4代ダートマス伯爵ウィリアム・レッグの三男で、父の後妻であった母オナラブル・フランシス (the Honourable Frances) は第5代バリントン子爵ジョージ・バリントン師 (Reverend George Barrington, 5th Viscount Barrington) の娘であった。第5代ダートマス伯爵ウィリアム・レッグは異母兄、ヘニッジ・レッグ大佐は弟であった。教育は、イートン・カレッジとオックスフォード大学クライスト・チャーチ学寮に学んだ。 1864年に聖職授任 (ordination) し、当時シドナム (Sydenham) のセント・バーソロミュー教会の教区牧師であった、後のロチェスター主教 (Bishop of Rochester) 、アンソニー・ソロルド (Anthony Thorold) の下でチャプレンとなり、次いでルイシャムの地方監督 (Rural Dean) となり、1891年に司教職 (episcopate) に昇格した。1873年から1876年まで、レッグはグリニッジ地区を代表してロンドン学校委員会 (London School Board) の委員を務めた。
レッグは、ウィリアム・ブルース・ストップフォード・サックヴィル (William Bruce Stopford Sackville) の娘ファニー・ルイーザ (Fanny Louisa) と、1877年に結婚した。夫妻の間には7人の子どもが生まれた。妻ファニーは1911年12月に死去し、レッグはその2年後の1913年3月に73歳で没した。